# Блискунов, Александр Иванович
Александр Иванович Блискунов (имя при рождении — Александр Степанович Бобров; 19 сентября 1938, Новая Калитва, Воронежская область — 28 декабря 1996, Симферополь) — советский учёный, доктор медицинских наук, профессор, заслуженный изобретатель СССР (1990) и Украинской ССР (1980).

## Биография
Родился 19 сентября 1938 года в селе Новая Калитва Новокалитвянского района Воронежской области. До 1945 года носил фамилию Бобров, после переезда с матерью в Крым был усыновлен отчимом.
Окончил школу № 62 Сталинской железной дороги станции Симферополь (1955, ныне школа № 5). Поступил в Крымский медицинский институт, но вскоре бросил и был призван в армию.
В 1957—1963 работал разнорабочим, поездным кочегаром, с 1958 слесарем, токарем, фрезеровщиком на заводе «Продмаш», затем гитаристом в эстрадном оркестре.
В 1963 году восстановился в Крымском медицинском институте и в 1969 году его окончил (одновременно с учёбой продолжал играть в оркестре).
В 1974 году защитил диссертацию на тему «Оперативное лечение неосложнённых переломов позвоночника».
- 1969—1970 врач-хирург 6-й городской больницы с прохождением интернатуры на базе Феодосийской городской больницы.
- 1970—1971 ординатор травматологического отделения 6-й больницы Симферополя.
- 1971—1973 старший лаборант, 1973—1981 — ассистент кафедры травматологии и ортопедии, 1981—1982 ассистент кафедры факультетской и госпитальной хирургии Крымского медицинского института.
- 1982—1984 докторант в Центральном научно-исследовательском институте травматологии и ортопедии, Москва.
- 1984—1986 — ассистент кафедры хирургических болезней № 2,
- 1986—1987 профессор кафедры, в феврале-мае 1987 г. — заведующий кафедрой ортопедии и травматологии, в 1987—1996 — заведующий кафедрой травматологической ортопедии Крымского медицинского института.

Изобрёл имплантируемые конструкции для удлинения конечностей травматическим больным после операции.
Доктор медицинских наук (1984). Заслуженный изобретатель Украинской ССР (1980).
В 1990 году за создание нового научного направления, разработку и внедрение механических имплантируемых устройств, работающих без внешних источников энергии, профессор А. И. Блискунов удостоен звания «Заслуженный изобретатель СССР».
Умер 28 декабря 1996 года в Симферополе от онкологического заболевания.

## Память
В честь него назван Крымский центр травматологии и ортопедии имени А. И. Блискунова — АБАС.
19 сентября 2008 года, к 70-летию со дня рождения Блискунова, на фасаде Крымской медицинской академии имени С. И. Георгиевского установлена в его честь мемориальная доска.